# François Haas
Pour les articles homonymes, voir Haas.
François Haas, né le 16 octobre 1907 à Bénodet et mort le 6 mai 1996 à Quimper,, est un coureur cycliste français.

## Biographie
Professionnel durant l'Entre-deux-guerres, François Haas remporte une étape du Circuit de l'Ouest en 1931. Il participe également à deux reprises au Tour de France. Il termine sa carrière chez les amateurs au Vélo Sport Quimpérois, avec lequel il s'illustre dans des courses finistériennes. Dans le même temps, il crée sa propre entreprise en 1934 et devient artisan peintre.
Il meurt le 6 mai 1996 à Quimper, alors qu'il est âgé de 88 ans. Avant sa mort, il était le plus ancien participant breton du Tour de France encore en vie.

## Palmarès et résultats

### Palmarès par année
- 1930
  - 2e de Paris-L'Aigle
  - 3e de Paris-Auxerre
- 1931
  - 6e étape du Circuit de l'Ouest
- 1934
  - Nantes-Angers-Nantes
- 1935
  - 3e du Circuit du Bocage vendéen

### Résultats sur les grands tours

#### Tour de France
2 participations
- 1932 : 51e
- 1933 : abandon (10e étape)